# Il mestiere delle armi
Il mestiere delle armi is een Italiaanse oorlogsfilm uit 2001 onder regie van Ermanno Olmi.

## Verhaal
Tijdens de Italiaanse Oorlogen vecht de krijger Giovanni dalle Bande Nere in dienst van de Kerkelijke Staat tegen de Duitse landsknechten. Tijdens een hinderlaag van het Keizerlijk Leger raakt Giovanni ernstig gewond aan zijn been. De krijger wordt overgebracht naar het paleis van het Huis Gonzaga in Mantua. Ondanks een beenamputatie overlijdt hij aan koudvuur. De dichter Pietro Aretino is getuige van zijn laatste ogenblikken.

## Rolverdeling
| Acteur              | Personage                 |
| ------------------- | ------------------------- |
| Christo Zjivkov     | Giovanni dalle Bande Nere |
| Sergio Grammatico   | Federico Gonzaga          |
| Dimitar Ratsjkov    | Luc'Antonio Cuppano       |
| Fabio Giubbani      | Matteo Cusastro           |
| Sasa Vulicevic      | Pietro Aretino            |
| Desi Tenekedzjieva  | Maria Salviati            |
| Sandra Ceccarelli   | Edelvrouwe uit Mantua     |
| Franco Andreani     | Ambassadeur van Karel V   |
| Kalin Arsov         | Barcarolo                 |
| Giancarlo Belelli   | Alfonso d'Este            |
| Bruno Bendoni       | Benedetto Agnello         |
| Silvio Cappellini   | Maestro Habram            |
| Vittorio Corcelli   | Dominicaanse broeder      |
| Marco De Biagi      | Ercole d'Este             |
| Alessandro Genovesi | Wachtpostofficier         |